# Honório Bicalho
Honório Bicalho é um distrito de Nova Lima. 
Inicialmente, o distrito se chamava Faria Garcês. Depois Ribeirão dos Macacos. O nome atual deriva de uma estação ferroviária construída em 1890 no local e cujo nome, Honório Bicalho, foi uma homenagem a um engenheiro que participou na construção de obras públicas em portos e ferrovias brasileiras e foi chefe na construção da Estrada de Ferro D. Pedro II.
Na década de 1990, a estação de trem foi demolida. Antes da demolição, até 1996, recebia diariamente trens de subúrbio da RFFSA que ligavam Belo Horizonte a Rio Acima. 
O distrito de Honório Bicalho compreende os bairros Centro, Bom Será, Alto do Gaya, Antônio Horta, Seabra, Nova Suíça, Matozinhos e Estância das Gabirobas.
Atualmente, o local faz parte de uma rota turística, por ser caminho da Estrada Real.